# رهیافت آنی
یک فن رهیافت آنی یا اکتشافی یا هیوریستیک (به انگلیسی: heuristic، ‎/hjʊəˈrɪstɪk/‎)  هر رویکردی به حل مسئله یا خودیابی است، که از نوعی روش عملی استفاده می کند، که «بهینه، کامل بودن، یا عقلانی» آن تضمین نشده است، اما با این حال برای دسترسی به یک هدف یا تقریب از هدف «فوری و کوتاه مدت» کافی است.
واژه هیوریستیک (εὑρίσκω, heurískō) از یونانی باستان گرفته شده است و به معنی «پیدا کردم» ('I find, discover').
در حالی که جستجوی تشدیدی غیرعملی است، رویکردهای رهیافت آنی برای سرعت بخشیدن به فرایند پیدا کردن یک راه‌حل رضایت‌بخش از طریق میان‌برهای ذهنی استفاده می‌شوند که بار تشخیصی را برای یک تصمیم‌گیری تسهیل می‌نماید. مثال‌های این رویکرد عبارتنداز استفاده از یک قانون اصلی، یک حدس آموزش‌داده‌شده، یک قضاوت حسی، کلیشه، یا عقل سلیم.
به عبارت دقیق‌تر، رهیافت آنی یک استراتژی است که از اطلاعات در دسترس، اگرچه خیلی قابل استفاده نیستند، برای کنترل حل مسئله در انسان‌ها و ماشین‌ها استفاده می‌کند.